# Малий Утлюк
Мали́й Утлю́г (Мали́й Утлю́к) — річка в Україні, в межах Мелітопольського району Запорізької області. Впадає в Утлюцький лиман (басейн Азовського моря).

## Опис
Довжина річки 67 км, площа басейну 560 км². Долина трапецієподібна, завширшки до 3 км, завглибшки до 20 м. Річище звивисте, завширшки до 10 м, на окремих ділянках відрегульоване, влітку в багатьох місцях (особливо у верхів'ях) пересихає. Похил річки 0,9 м/км. Є ставки. Вода в річці слабомінералізована, забруднена стічними промисловими водами.
9 липня 2025 року стало відомо, що на тимчасово окупованій російськими загарбниками території Запорізької області прорвано трубу на підприємстві «Дніпроруднівський залізорудний комбінат», внаслідок чого в річку Малий Утлюк потрапили шахтні води, а сама річка забарвилася у червоний колір, що спричинило екологічні збитки.

## Географічне розташування
Малий Утлюг бере початок біля села Малий Утлюг. Тече на південь/південний схід. Впадає в Утлюцький лиман на схід від села Давидівки.
Річка тече через селище Якимівку та ще декілька сіл.

## Притоки
- Малий Утлюк (права), Балка Добра (ліва).

## Галерея

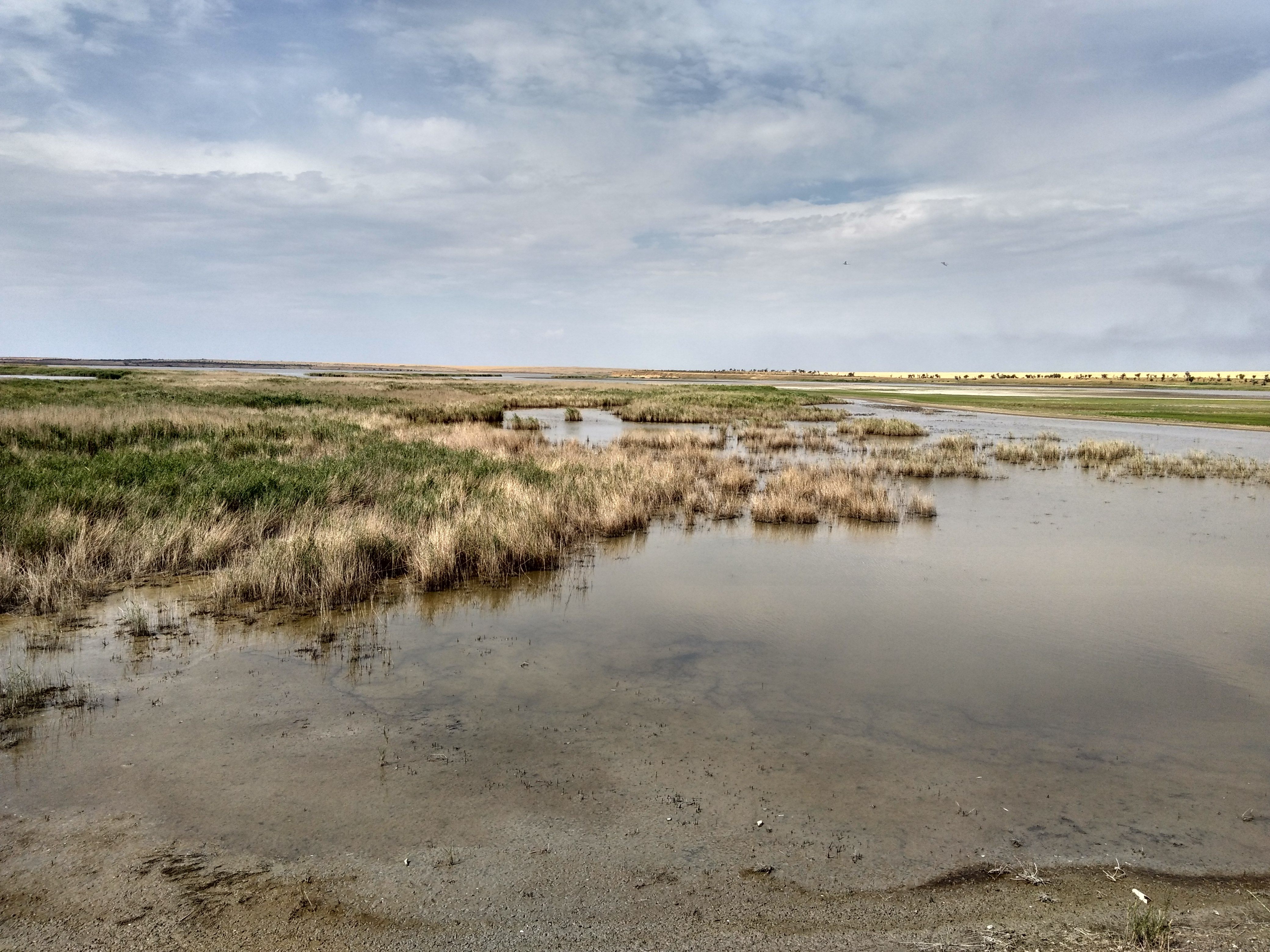
Малий Утлюк біля місця впадіння в Утлюцький лиман
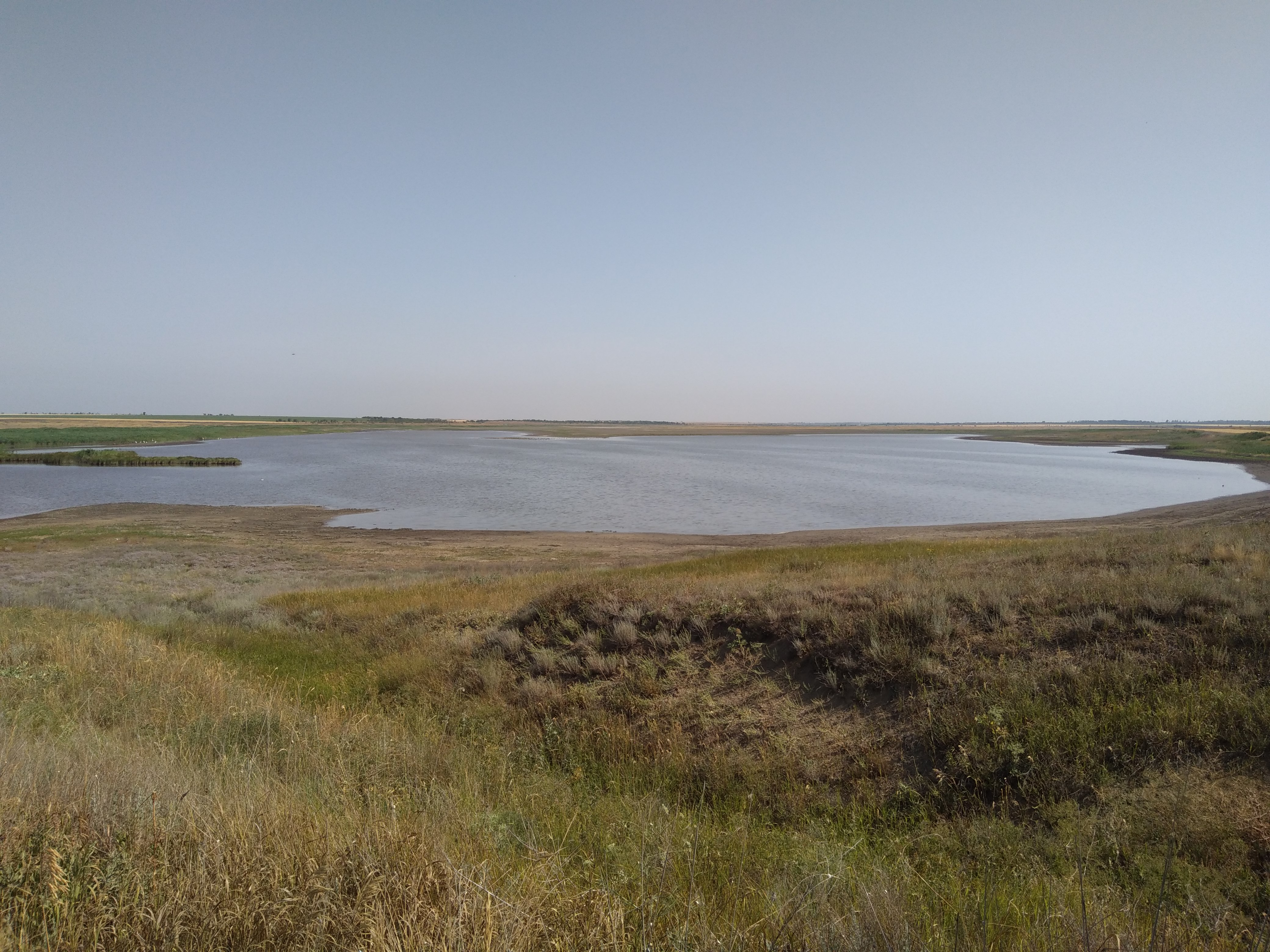
Малий Утлюк біля місця впадіння в Утлюцький лиман
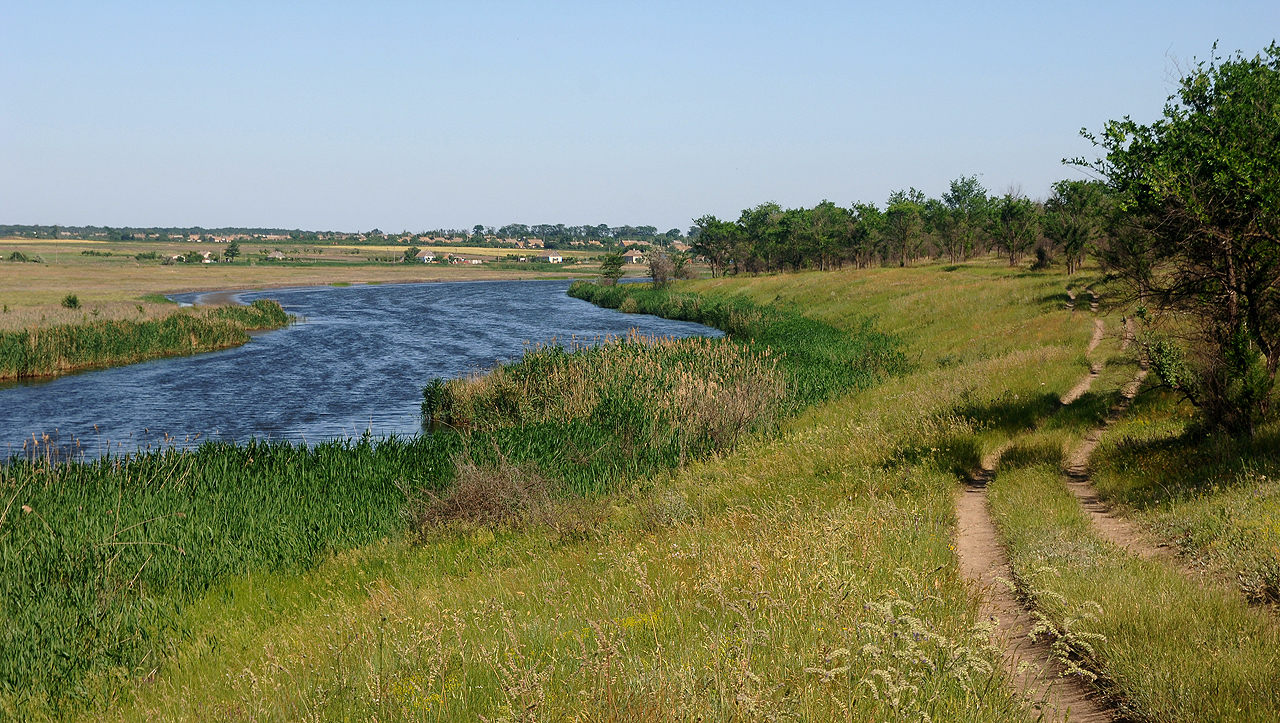
Річка біля села Шелюги